# Indio (Californië)
Indio is een plaats (city) in de Amerikaanse staat Californië, en valt bestuurlijk gezien onder Riverside County.
Het plaatsje is wereldwijd gekend als de locatie van het jaarlijks muziek- en kunstfestival Coachella dat elk derde weekend van april honderdduizenden muziekliefhebbers aantrekt. De stad ligt in de hete Coloradowoestijn, deel van de grotere Sonorawoestijn.

## Demografie
Bij de volkstelling in 2000 werd het aantal inwoners vastgesteld op 49.116.
In 2006 is het aantal inwoners door het United States Census Bureau geschat op 76.896, een stijging van 27780 (56,6%).

## Geografie
Volgens het United States Census Bureau beslaat de plaats een oppervlakte van
69,1 km², geheel bestaande uit land. Indio ligt op ongeveer 2 m boven zeeniveau.

## Plaatsen in de nabije omgeving
De onderstaande figuur toont nabijgelegen plaatsen in een straal van 24 km rond Indio.

## Geboren
- Vanessa Marcil (1968), actrice

## Overleden
- Jacqueline Cochran (1906-1980), Amerikaans vliegenierster en onderneemster